# 共石イブニングライブラリー 〜ライバル達の物語〜
『共石イブニングライブラリー 〜ライバル達の物語〜』（きょうせきイブニングライブラリー ライバルたちのものがたり）は、1982年10月から1983年3月までJRN系列局で放送されていたTBSラジオ（旧東京放送ラジオ事業部）製作のラジオ番組である。共同石油（現在：ENEOS）の一社提供。

## 概要
ナイターオフ期に月曜 - 金曜の帯で放送されていた番組。「ハリーとトント」などという「日本と世界中の"ライバル"的な人物」にスポットを当て、若山弦蔵のナビゲートで進行した。

## 放送局
34局で放送。▲印のある局は共同石油によるスポンサードネットを行っていた局。無い局はローカルスポンサーを付けての放送、またはノンスポンサーでの放送を行っていた局。
- ▲TBSラジオ（製作局）
- ▲北海道放送
- 青森放送
- 岩手放送
- ▲東北放送
- 秋田放送
- 山形放送
- ラジオ福島
- 新潟放送
- 信越放送
- 山梨放送
- ▲静岡放送
- 北日本放送
- 北陸放送
- 福井放送
- ▲中部日本放送
- ▲朝日放送
- 和歌山放送
- ▲山陽放送
- 山陰放送
- ▲中国放送
- 山口放送
- 西日本放送
- 四国放送
- 南海放送
- 高知放送
- ▲RKB毎日放送
- 長崎放送 & NBCラジオ佐賀
- 熊本放送
- 大分放送
- 宮崎放送
- 南日本放送
- ▲琉球放送

| スタブアイコン | サブスタブ | この項目は、まだ閲覧者の調べものの参照としては役立たない、ラジオ番組に関連した書きかけの項目です。この項目を加筆・訂正などしてくださる協力者を求めています（P:ラジオ/PJ:放送番組）。 |